# 부동로 (청송군)
부동로(Budong-ro)는 대한민국의 경상북도 청송군 주왕산면 중심부를 연결하는 도로이다.

## 노선 경로
| 이름            | 접속 노선                   | 비고 |
| --------------- | --------------------------- | ---- |
| (이름 없음)     | 국도 제31호선 (청송로)      |      |
| 상평사거리      | 마평로 상평2길              |      |
| 상평교(용전천)  |                             |      |
| 마평교(주산천)  |                             |      |
| 부일교(주산천)  |                             |      |
| 부일1교         |                             |      |
| 신정1교(주산천) |                             |      |
| 신정교(주산천)  |                             |      |
| 이전교(주산천)  |                             |      |
| 이전삼거리      | 지방도 제914호선 (주왕산로) |      |

## 주요 건물 및 시설
- 신점보건진료소 - 경상북도 청송군 주왕산면 부동로 583
- 주왕산우체국 - 경상북도 청송군 주왕산면 부동로 1008
- 청송중학교 부동분교장 - 경상북도 청송군 주왕산면 부동로 1011-28
- 이전초등학교 - 경상북도 청송군 주왕산면 부동로 1011-74
- 청송군장애인보호작업장 - 경상북도 청송군 주왕산면 부동로 1018-2
- 청송농협 부동지점 - 경상북도 청송군 주왕산면 부동로 1023
- 하나로마트 청송농협부동지소 - 경상북도 청송군 주왕산면 부동로 1023